# カオルノグチ現代演技
カオルノグチ現代演技は、女優・野口かおるが、現代演技を考察するために現代演技を披露すべく立ち上げた演劇ユニット。略称ノグ現。

## 作品

### 「演劇部のキャリー」
カオルノグチ現代演技第1弾公演。入江雅人の作・演出による野口かおる・オクイシュージとの2人芝居で、2018年2月22日から28日に東京のOFF・OFFシアターにて上演された。もともと2014年に「入江雅人のグレート二人芝居～狼たち～」で入江と清水宏により上演された作品で、2017年に野口とオクイのために入江が大幅にシーンを改訂し、1日限りの“初見での朗読劇”として上演。本公演はその2人芝居版となる。第28回下北沢演劇祭参加作品。

#### あらすじ
廃部寸前の高校演劇部。たった2人の部員である"ミッキー"と"先輩"は地区大会に出るための作品が決まらず悩んでいた。辞めていった部員たちを見返すためにも面白いものを作りたい！そこで先輩がスティーヴン・キング原作のホラー映画「キャリー」を二人芝居にできないかと提案。試行錯誤でシナリオを作り、稽古を重ね、そしていよいよ地区予選を迎える――。

#### 公演期間
2018年2月22日（木）～28日（水）

#### 劇場
下北沢OFF・OFFシアター

#### キャスト
- ミッキー - 野口かおる
- 先輩 - オクイシュージ

#### スタッフ
- 作・演出：入江雅人
- 照明：松村光子
- 音響：山田雅人（サウンドキャラウェイ）
- 衣装：小野涼子
- 舞台監督：西廣奏
- 演出助手：村西恵
- 舞台美術協力：佐々木文美
- かつら：福島久美子
- イラスト・宣伝美術：越前菜都子
- 宣伝写真：齊木恵太
- 宣伝写真衣装：小原敏博
- ホームページ：牛若実
- 制作協力：関根明日子（株式会社 明後日）
- 協力：キューブ、ヘリンボーン
- プロデューサー：渡辺順子
- 企画・製作：株式会社クリオネ